# Edith Anne Stoney
Edith Anne Stoney (6 janvier 1869 - 25 juin 1938) est une physicienne irlandaise et activiste féministe. Elle est considérée comme la première femme physicienne médicale. 

## Vie privée
Edith Anne Stoney naît au 40 Wellington Road, Ballsbridge, Dublin, dans une famille de scientifiques. Elle est la fille de George Stoney, membre de la Royal Society (FRS), un éminent physicien inventeur du terme électron en 1891 comme « quantité unitaire fondamentale d'électricité » et de Margaret Sophia Stoney, sa femme et cousine. L'un de ses deux frères, George Gerald est ingénieur et Membre de la Royal Society. Une de ses deux sœurs, Florence Stoney, est radiologue et a reçu l'Ordre de l'Empire Britannique. Son cousin est le physicien George FitzGerald FRS (1851–1901), et son oncle Bindon Stoney FRS est ingénieur au port de Dublin, connu pour la construction de certains des principaux ponts de Dublin et le développement des quais. 
Stoney démontre très tôt un talent mathématique remarquable et obtient une bourse d'études au Newnham College de Cambridge où elle termine première de la Partie I Tripos de l'examen en 1893. Cependant, elle n'obtient pas de diplôme de l'Université de Cambridge car les femmes y sont exclues jusqu'en 1948. Pendant son séjour à Newnham, elle est responsable du télescope du Collège. Elle obtient un BA et un MA du Trinity College de Dublin, après que celui-ci ait accepté les femmes en 1904. 
Après avoir brièvement travaillé sur les calculs de turbines à gaz et la conception de projecteurs pour Sir Charles Algernon Parsons, elle devient enseignante de mathématiques au Cheltenham Ladies' College. 

## London (Royal Free) School of Medicine for Women
À la suite du Medical Act de 1876, il devient illégal pour les établissements universitaires de discriminer les femmes dans l'accès à l'enseignement médical. La première école de médecine pour femmes en Grande-Bretagne est créée en 1874 par le Dr Sophia Jex-Blake, en prévision de cette loi. La London School of Medicine for Women devient rapidement une partie de l'Université de Londres, avec un enseignement clinique au Royal Free Hospital. La sœur d'Edith, Florence, y étudie et obtient son diplôme de médecine avec mention en 1895 et son doctorat en médecine en 1898. Pendant ce temps, Edith Stoney décroche un poste de professeur de physique à l'école en 1899. Elle crée le laboratoire de physique et conçoit les premiers cours. Le laboratoire est prévu pour 20 étudiants et le cours doit concerner la physique pure, comme l'exige la réglementation universitaire : mécanique, magnétisme, électricité, optique, son, chaleur et énergie. Dans sa notice nécrologique publiée dans The Lancet, une de ses anciennes étudiantes se rappelle : « Ses conférences sur la physique se transformaient en discussions informelles, au cours desquelles Mlle Stoney, généralement dans une chasuble bleue, écrivait sur un tableau noir avec des craies colorées, se tournant anxieusement par intervalles pour demander "Avez-vous compris mon point ?". Elle était peut-être trop bonne mathématicienne… pour comprendre les difficultés de l'étudiant en médecine moyen. » 
En 1901, le Royal Free Hospital nomme Florence Stoney au poste d'électricienne médical à temps partiel. En avril suivant, les deux sœurs ouvrent un nouveau service de radiologie dans le département d'électricité. Pendant cette période, elles soutiennent activement le mouvement pour le droit de vote des femmes, bien qu'elles soient opposées à l'action violente directe à laquelle il a ensuite été associé. Edith Stoney joue également un rôle central au sein de la Fédération britannique des femmes universitaires (BFUW). Elle est élue trésorière, en son absence, lors de la première réunion exécutive du 9 octobre 1909, poste qu'elle occupe jusqu'en mai 1915. Elle s'engage dans le lobbying politique de la Fédération. Lors d'une réunion du 19 octobre 1912, elle propose que deux membres d'un sous-comité travaillent sur la promulgation d'un projet de loi permettant aux femmes de devenir avocates ou parlementaires. La législation sera promulguée après la guerre dans le cadre de la loi de 1919 sur l'exclusion sexuelle. Stoney démissionne de son poste d'enseignante en mars 1915 et «avec regret et à contrecœur, un changement est souhaitable dans le cours de physique». Elle reçoit une prime de 300 £ lors de sa démission. 

## Première Guerre mondiale

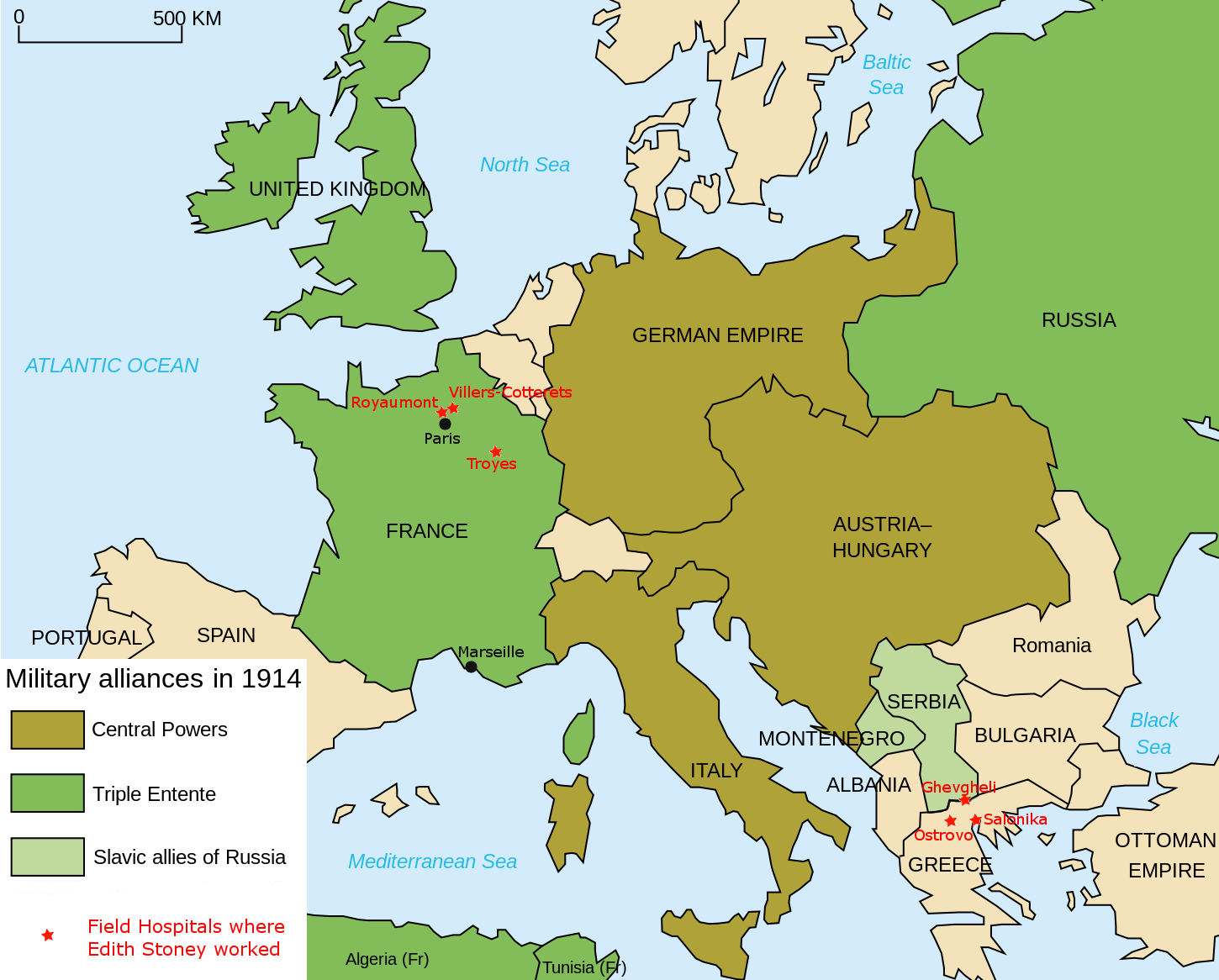
Carte localisant les différents hôpitaux de campagne où Edith Anne Stoney a travaillé pendant la Première Guerre mondiale. La carte représente les frontières en 1914.

Le jour où la Grande-Bretagne déclare la guerre, Florence et Edith se portent volontaires à la Croix-Rouge britannique au Bureau de la Guerre de Londres, afin de fournir un service radiologique pour les troupes en Europe. Leur offre a été refusée car elles sont des femmes. Florence créé alors sa propre unité avec la Women's Imperial Service League et passe les 6 prochains mois en Europe. Edith organise la collecte de fournitures depuis Londres où elle siège au comité de la Ligue. Florence revient à Londres au moment où Edith démissionne de la London School of Medicine for Women. Edith contacte le Scottish Women's Hospitals (SWH), une organisation créée en 1914 pour fournir un soutien médical sur le champ de bataille et financée par le mouvement du suffrage féminin. L'organisation obtient l'accord de mettre en place un nouvel hôpital sous tente de 250 lits au Domaine de Chanteloup (Sainte-Savine), près de Troyes (France), financé par les Cambridge Women's College de Girton et Newnham et Edith y planifie et exploite les installations de radiographie. Elle introduit la stéréoscopie pour localiser les balles et les éclats d'obus et l'utilisation des rayons X dans le diagnostic de la gangrène gazeuse, le gaz interstitiel étant une cause d'amputation immédiate pour avoir une chance de survie. 
L'hôpital est près de la ligne de front et, selon ses propres mots, en septembre 1915, «la ville avait été évacuée, la station avait été minée et nous entendions les armes lourdes la nuit». L'unité est entièrement féminine, à l'exception de deux conducteurs masculins à temps partiel et de son assistant technique, M. Mallett. 

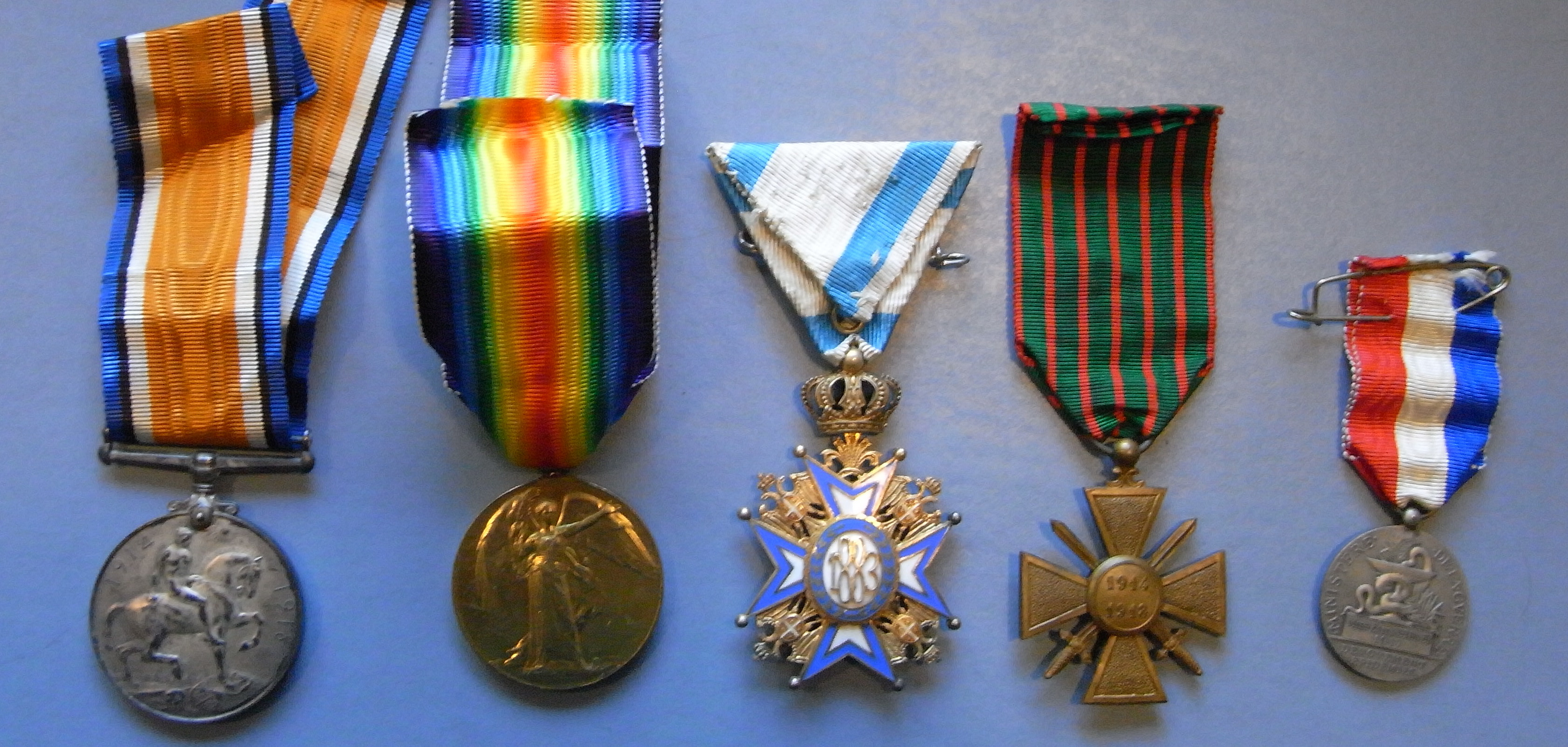
Les médailles d'Edith Stoney conservées au Newnham College de Cambridge. De gauche à droite: Médaille de la guerre britannique, Médaille de la victoire, Ordre Royal serbe de Saint-Sava, Croix de guerre française et Médaille du service de santé française.

L'unité est affectée au Corps expéditionnaire d'Orient et instruit de se déplacer en Serbie. Après avoir embarqué sur le bateau à vapeur Mossoul à Marseille, ils atteignent Salonique (Thessalonique, dans la Grèce moderne) le 3 novembre, d'où ils prennent le train de nuit vers le nord pour Ghevgheli (aujourd'hui Gevgelija en Macédoine du Nord), du côté serbe de la frontière grecque. Ils installent un hôpital dans une fabrique de soie à l'arrêt où seront soignés 100 patients souffrant de blessures allant des engelures aux blessures graves aux poumons et à la tête. Après la défaite des forces bulgares, Edith et son personnel se retirent à Salonique, le 6 décembre 1916. Onze jours plus tard, ils rétablissent l'hôpital sur un ancien marais près par la mer et le premier janvier 1917, Edith remets déjà les radios en marche. Malgré le manque d'équipements et de ressources, elle parvient à créer un service d'électrothérapie et divers équipements pour la rééducation musculaire des soldats. Elle aide à résoudre des problèmes sur deux navires-hôpitaux britanniques sur lesquels les systèmes à rayons X avaient été endommagés lors d'une tempête et apporte son soutien à l'unité SWH à Ostrovo (aujourd'hui Arnissa, dans le nord de la Grèce). Après un congé maladie en décembre 1917, elle revient jusqu'à l'été suivant. Elle postule comme radiologue dans un camp militaire à Salonique mais sa demande est bloquée par le Bureau de la Guerre. En octobre 1917, elle revient en France pour diriger les services de radiologie des hôpitaux SWH de Royaumont et Villers-Cotterêts. En mars 1918, elle supervise la fermeture et le retrait du camp pour la troisième fois, lorsque Villers-Cotterêts est envahie par les troupes allemandes. Au cours des derniers mois de la guerre, les combats s'intensifient et la charge de travail augmente fortement en partie à cause de l'utilisation accrue de la fluoroscopie. 
Son service en temps de guerre est reconnu par plusieurs pays et elle reçoit la Médaille d'honneur du service de santé des armées et la Croix de Guerre de France, l'Ordre Royal de Saint-Sava de Serbie et les Médailles de la Victoire et de la Guerre de Grande-Bretagne.

## Après-guerre et Retraite

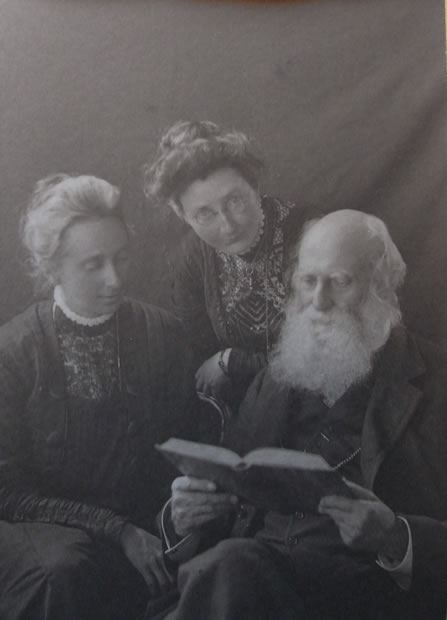
Edith, Florence et Johnstone Stoney vers 1910.

De retour en Angleterre, Edith Stoney est chargée de cours de physique au département des ménages et des sciences sociales du King's College for Women qu'elle occupera jusqu'à sa retraite en 1925. Après avoir quitté King's, elle a déménage à Bournemouth avec sa sœur, Florence, atteinte d'un cancer de la colonne vertébrale, qui décède en 1932. Pendant sa retraite, elle reprend son travail auprès de la  Fédération britannique des femmes universitaires (BFUW). Elle devient l'une des premieres (et des plus âgées) membre de la Société des Femmes Ingénieurs et joue un rôle actif dans l'organisation. Elle voyage et, en 1934, intervient à la Fédération australienne des femmes universitaires au sujet des femmes en ingénierie, soulignant leur contribution pendant la guerre, . En 1936, elle créé la bourse Johnstone and Florence Stoney au BFUW, pour « des recherches en sciences biologiques, géologiques, météorologiques ou radiologiques entreprises de préférence en Australie, en Nouvelle-Zélande ou en Afrique du Sud ». La bourse est aujourd'hui donnée par le Newnham College de Cambridge et soutient les étudiants en médecine qui partent à l'étranger pour leur période de stage.  
Edith Stoney décède à l'âge de 69 ans, le 25 juin 1938. Des avis de décès sont publiés dans la presse scientifique et médicale - Nature, The Lancet, The Woman Engineer et dans les journaux nationaux en Angleterre et en Australie. 

## Héritage
Fervente défenseur de l'éducation des femmes, elle a permis à de jeunes femmes diplômées de faire des recherches à l'étranger ou d'entrer à la faculté de médecine grâce au fonds qu'elle a créé,.